# Резолюция Совета Безопасности ООН 33
Резолюция 33 Совета Безопасности ООН, принятая 27 августа 1947 года, приняла и отклонила часть рекомендаций Генеральной Ассамблеи об изменении формулировки правил процедуры Совета.
Резолюция была принята десятью голосами «за» при воздержавшейся Австралии.